# Un amour de trop
Pour plus de détails, voir Fiche technique et Distribution.
Un amour de trop est un film français réalisé par Franck Landron et sorti en 1990.

## Fiche technique
- Titre : Un amour de trop
- Réalisation : Franck Landron
- Scénario : Franck Landron
- Adaptation : Philippe Le Guay, Pierre Schoeller et Pierre Sigwalt
- Photographie : Florent Montcouquiol, assisté d'Antoine Héberlé et Pascal Lagriffoul
- Costumes : Alix Labergerie
- Décors : Louis Soubrier
- Son : Philippe Donnefort, Matthieu Imbert
- Mixage : Jean-François Auger
- Musique : Jean-Claude Guignard
- Montage : Nathalie Le Guay
- Production : Les Films en Hiver
- Pays d'origine :  France
- Durée : 80 minutes
- Date de sortie : France - 24 janvier 1990

## Distribution
- Christine Boisson : Sandra
- Christophe Odent : Pierre
- Jean-Michel Martial : Blaise
- Hélène Roussel : la mère
- Bernard Ballet : le père

## Sélection
- Festival de Cannes 1989 (Perspectives du cinéma français)[1]